# Leptotarsus (Tanypremna) longipes
Leptotarsus (Tanypremna) longipes is een tweevleugelige uit de familie langpootmuggen (Tipulidae). De soort komt voor in het Neotropisch gebied.